# Tecula mecula
La tecula mecula est un dessert traditionnel espagnol de la région d'Estrémadure. Il est composé d'amandes, de jaune d'œuf, de sucre et d'une base de pâte feuilletée. Il est parfois agrémenté de saindoux et de cannelle.
L'origine de ce bonbon provient d'une ancienne recette tenue secrète qui a été trouvée et enregistrée au milieu du XXe siècle dans la pâtisserie Casa Fuentes à Olivence (Badajoz), en Espagne. 